# 雲陽県
雲陽県（うんようけん）は中華人民共和国重慶市に位置する県。

## 地理
雲陽県は重慶市東北部に位置する。
2025年にユネスコ世界ジオパークに指定された。

## 歴史
雲陽地区は夏代は梁州、殷周代は庸に属していた。その後巴と楚の領地となり、更に戦国時代後期には秦に属し朐忍県が設置され、県治が旧県坪（現在の双江街道建民村）に設置された。568年（天和3年）、北周は県名を雲安と改称された。
雲陽の名称は1283年（至元20年）に雲安郡が廃止となり雲陽州が設置されたことに始まる。1373年（洪武6年）、明朝による州制廃止にともない雲陽県に改称され、現在まで沿襲されている。

## 行政区画
下部に4街道、31鎮、6郷、1民族郷を管轄する。
- 街道:双江街道、青竜街道、人和街道、盤竜街道
- 鎮:竜角鎮、故陵鎮、紅獅鎮、路陽鎮、農壩鎮、渠馬鎮、黄石鎮、巴陽鎮、沙市鎮、魚泉鎮、鳳鳴鎮、宝坪鎮、南渓鎮、双土鎮、桑坪鎮、江口鎮、高陽鎮、平安鎮、雲陽鎮、雲安鎮、棲霞鎮、双竜鎮、泥渓鎮、蔈草鎮、養鹿鎮、水口鎮、堰坪鎮、竜洞鎮、後葉鎮、耀霊鎮、大陽鎮
- 郷:外郎郷、新津郷、普安郷、洞鹿郷、石門郷、上壩郷
- 民族郷:清水トゥチャ族郷

## 交通

### 鉄道
- 鄭渝高速鉄道（中国語版）
  - 雲陽駅

### 道路
- 高速道路
  -  滬蓉高速道路
  -  雲利高速道路
- 国道
  - G347国道（中国語版）
  - G348国道（中国語版）

## 健康・医療・衛生
- 雲陽県人民医院
- 雲陽県双江人民医院
- 雲陽県中医院